# Bröllopet mellan prins Charles och lady Diana Spencer

Heraldiskt vapen med brudparets vapensköldar.

Bröllopet mellan prins Charles och lady Diana Spencer ägde rum den 29 juli 1981 i Sankt Paulskatedralen i London, England, Storbritannien. Det var det största kungliga evenemanget i landet sedan drottning Elizabeth II:s kröning 1953. Paret vigdes i en fullsatt katedral med 3 500 inbjudna gäster och över 600 000 människor kantade gatorna i centrala London för att få en skymt av evenemanget.
Bröllopet mellan tronföljaren och hans blivande hustru var en stor mediehändelse i Storbritannien, samväldesrikena och i övriga världen och den beräknade tv-publiken som såg den utkablade direktsändningen runt om i världen uppskattas ha varit 750 miljoner.

## Akten
Vigseln förrättades enligt engelska kyrkans liturgi av Robert Runcie, ärkebiskop av Canterbury, och gudstjänsten leddes av katedralens dekan, Alan Webster. Bruden ledsagades in i katedralen och fram till altaret av sin far, John Spencer, 8:e earl Spencer (stapplande och vingligt eftersom han drabbades av en stroke 1978), med ett släp som var 7,6 meter långt. Brudgummen bar uniform med graden commander i Royal Navy med Strumpebandsordens ordensband och kraschan, Tistelordens kraschan samt med särskilda epåletter enbart för prinsen av Wales. Efter att vigelakten avslutats med nationalsången och bruden fick hovniga inför sin nya svärmor följde en kortege på Londons gator i öppen landå från Royal Mews eskorterad av gardeskavalleriet och polis till Buckingham Palace. På balkongen som vetter mot The Mall visade sig senare på dagen paret och kungafamiljen upp sig till folkmassans jubel.

## Gäster
Bland gästerna fanns, bortsett från kungafamiljen och brudens familj, Storbritanniens premiärminister Margaret Thatcher och en stor del av den brittiska samhällseliten, generalguvernörerna för samtliga samväldesriken och Nya Zeelands premiärminister Robert Muldoon. Representanter från flera av samväldesländerna med egen statschef kom också, exempelvis Tongas kung Taufa'ahau Tupou IV. Flera av Europas regerande monarker deltog; från Belgien, kung Baudouin och drottning Fabiola; från Danmark, drottning Margrethe II och prins Henrik; från Nederländerna, drottning Beatrix och prins Claus; från Norge, kung Olav V tillsammans med kronprins Harald och kronprinsessan Sonja, från Sverige, kung Carl XVI Gustaf och drottning Silvia. Undantaget var Spaniens kungapar som avråddes av sin regering att resa dit pga brudparets planerade visit till Gibraltar med kungaskeppet Britannia under bröllopsresan. Många västeuropeiska statschefer med republikanska system deltog också, däribland Frankrikes president François Mitterrand och Västtysklands president Karl Carstens. De notabla undantagen som avböjde inbjudan var Irlands president (pga våldet på Nordirland) och Greklands president (pga brudgummens släkting och personlige vän, den avsatte kung Konstantin II, inbjudits under sin tidigare titulatur). USA:s första dam Nancy Reagan representerade sitt land.

## Epilog
Paret fick två söner: prins William (född 1982) och prins Harry (född 1984). Prinsparet separerade 1993 och skilsmässan genomfördes 1996. Diana omkom 1997 i en bilolycka i Paris med sin pojkvän Dodi Fayed. Prins Charles gifte sig 2005 med Camilla Parker Bowles.